# Deigklumpen
Deigklumpen är en kulle i Antarktis. Den ligger i Östantarktis. Norge gör anspråk på området. Toppen på Deigklumpen är 2 179 meter över havet, eller 83 meter över den omgivande terrängen. Bredden vid basen är 0,85 km.
Terrängen runt Deigklumpen är platt åt sydväst, men åt nordost är den kuperad. Trakten är obefolkad. Det finns inga samhällen i närheten.